# Étouars
Étouars är en kommun i departementet Dordogne i regionen Nouvelle-Aquitaine i sydvästra Frankrike. Kommunen ligger i kantonen Bussière-Badil som tillhör arrondissementet Nontron. År 2022 hade Étouars 165 invånare.

## Befolkningsutveckling
Antalet invånare i kommunen Étouars
Referens:INSEE